# Talicada metana
Talicada metana är en fjärilsart som beskrevs av Riley och Godfrey 1921. Talicada metana ingår i släktet Talicada och familjen juvelvingar. Inga underarter finns listade i Catalogue of Life.